# USS Patoka
La USS Patoka (AO–9) era una nave cisterna della US Navy. Prestò servizio con la marina degli Stati Uniti tra gli anni venti e gli anni quaranta. È famosa per essere stata l'unica nave appoggio per dirigibili, fornendo supporto a tre delle grandi aeronavi rigide dell'US Navy: ZR-1 USS Shenandoah, ZR-3 USS Los Angeles e ZRS-4 USS Akron.

## In servizio
Il nome derivava da quello del fiume Patoka. La nave venne messa in cantiere il 17 dicembre 1918, presso la Newport News Shipbuilding and Dry Dock Co., di Newport News, Virginia; varata il 26 luglio 1919, il 3 settembre successivo venne acquisita ufficialmente dall'US Navy, che la rilevò dal United States Shipping Board (USSB) ed il 3 ottobre ne assumeva il comando il comandante E. F. Robinson.
La Patoka venne assegnata al Naval Overseas Transport Service (NOTS) ("Servizio navale di trasporto d'oltremare"), e il 4 novembre 1919 salpò da Norfolk per Port Arthur, Texas, dove imbarcò nafta destinata alla Scozia, che consegnò presso il porto di Clyde il 6 dicembre successivo. Rientrata a Port Arhtur, salvò il 9 gennaio 1920 con destinazione Mare Adriatico, attraccando a Spalato il 12 febbraio. Rientrata negli Stati Uniti in aprile, salpava poi per il Mar Nero, attraccando a Costantinopoli nel giugno dello stesso anno. Dopo aver prestato servizio nell'Adriatico e nel Mediterraneo, fece definitivamente ritorno negli Stati Uniti, prestando servizio sulla costa orientale e quella occidentale.

## Nave appoggio dirigibili
Nel 1924 venne scelta per diventare la nave appoggio del dirigibile rigido ZR-1 USS Shenandoah. Per operare come base per il rifornimento di dirigibili rigidi, venne eretto un pilone d'ormeggio che arrivava a circa 43 metri di altezza sul livello del mare. Vennero aggiunti alloggi sia per l'equipaggio del dirigibile che per gli uomini che si sarebbero dovuti occupare del rifornimento e della operazioni di manovra dell'aeronave. Per il rifornimento vennero aggiunti serbatoi per l'elio e gasolio. Infine venne aggiunta un piccolo hangar per 3 idrovolanti. I lavori, effettuati presso il cantiere di Norfolk Navy Yard, vennero completati poco dopo il 1º giugno 1924. La Patoka mantenne la classificazione originaria di AO-9 (Come nave appoggio dirigibili era prevista la designazione AZ).
La nave si trovò quindi impegnata in esperimenti di attracco con il dirigibile, che nel frattempo era stato assegnato al comando della Scounting Fleet a partire dal 1º agosto 1924. La prima manovra di attracco venne completata l'8 agosto, giorno in cui lo Shenandoah venne infine ormeggiato alla nave.
Nell'ottobre dello stesso anno, la Patoka, assieme alle navi Milwaukee e Detroit venne inviata nell'Oceano Atlantico per fornire rapporti meteorologici e previsioni del tempo allo zeppelin ZR-3 USS Los Angeles, impegnato nella trasvolata dai cantieri zeppelin di Friedrichshafen, Germania, dove era stato costruito come LZ 126, a Lakehurst, New Jersey. La trasvolata ebbe luogo dal 12 al 15 ottobre 1924, con Hugo Eckener come comandante.
Durante il 1925 la nave operò con entrambi i dirigibili rigidi dell'US Navy, dimostrando le capacità di mobilità dei dirigibili e la possibilità di ridurre il numero del personale di terra necessario a manovrare il dirigibile nelle fasi di ormeggio e decollo. Venne anche progettato un volo polare del Shenandoah, con la Patoka destinata ad operare come base delle operazioni, ma la trasvolata venne cancellata, in seguito alla perdita del dirigibile in una tempesta il 3 settembre 1925.

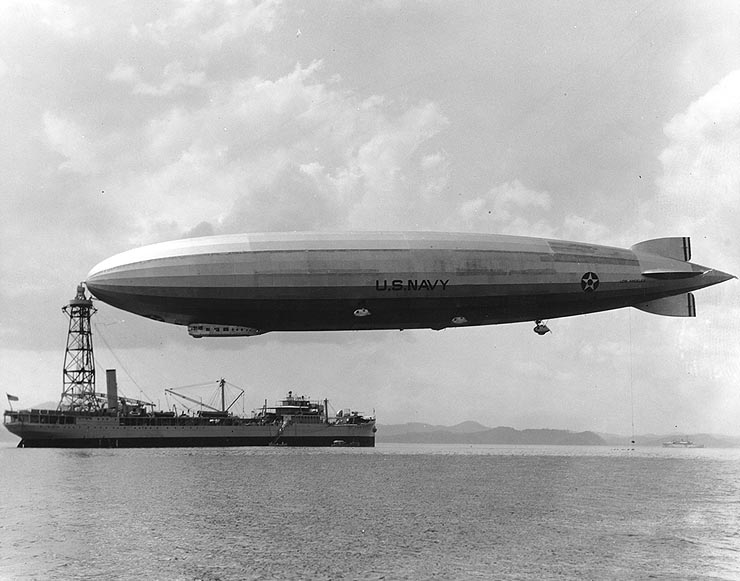
La Patoka con ormeggiato il dirigibile Los Angeles

Dal 1925 al 1932 la nave operò con lo ZR-3 USS Los Angeles, servendo come nave appoggio durante i voli verso Porto Rico (1925), Panama (1928) e Florida (1929) e diverse esercitazioni, compreso il grande schieramento della flotta statunitense a Panamá nel 1931. Durante il 1932, affiancò nelle operazioni anche la nuova aeronave della marina ZRS-4 USS Akron. Ma dopo il ritiro dal servizio attivo del Los Angeles il 30 giugno 1932 e la perdita dell’Akron 4 aprile 1933, nella marina degli Stati Uniti restava in servizio solo un dirigibile rigido, lo ZRS-5 USS Macon, pertanto la Patoka venne decommissionata il 31 agosto successivo ed assegnata alla riserva.

## Nella seconda guerra mondiale
Con l'approssimarsi dei venti di guerra, la Patoka, venne destinata ad essere riarmata. L'11 ottobre 1939 venne riclassificata come AV–6, nave appoggio idrovolanti. Il 10 novembre successivo, dopo un periodo nei cantieri di Puget Sound Navy Yard, venne affidata al comando di C.A.F. Sprague ed assegnata al Patrol Wing 5, Aircraft, Scouting Force.
Il 18 gennaio 1940, salpata da Puget Sound, venne rifornita a San Pedro e arrivò a San Diego il 31 gennaio. Il 5 febbraio ripartì per la costa orientale, raggiungendo Norfolk il 25 marzo. Successivamente venne trasferita al Naval Transportation Service e le venne assegnata la sua classificazione originaria di AO–9, il 19 giugno.
Il 13 agosto salpò da Norfolk con destinazione Houston. Tra l'agosto ed il dicembre 1940 operò da Houston e Baytown (Texas), consegnato nafta nei porti di Boston, Melville, Norfolk, Charleston e Key West.
Dal marzo al settembre 1941, la nave fu impegnata a rifornire di nafta ed altro diverse unità della US Navy posizionate nell'Atlantico, Golfo del Messico e Caraibi. Il 28 settembre salpò da Norfolk per raggiungere Recife, Brasile via Aruba. La nave completò un altro viaggio a Recife prima dell'entrata in guerra degli Stati Uniti, ed era quivi ormeggiata il 7 dicembre 1941. In questo periodo la Patoka operava come nave appoggio (cisterna e cargo), alle unità della Task Force 3 (poi 23), rifornendole con nafta, olio lubrificante, provviste e pezzi di ricambio.
All'anno nuovo la nave era diretta verso il Brasile, dove arrivo l'8 gennaio. Successivamente, salpando per Bahia, ricevette l'informazione che alcune navi con carichi di gomma ed altri importanti rifornimenti per le forze dell'Asse erano salpate dall'Indocina francese dirette verso l'Europa, pertanto ricevette l'ordine di pattugliare le rotte navali che transitavano al largo di Bahia. Al termine del periodo di pattugliamento, rientrò a Recife il 22 gennaio, salpando, sei giorni dopo per San Juan, Porto Rico. Ma durante la navigazione venne deviata verso Trinidad, dove ricevette nuovi rifornimenti e rientrò a Recife. Da qui ripartì il 21 febbraio, e dopo aver cambiato rotta diverse volte, per evitare sommergibili nemici, raggiunse San Juan il 4 marzo. Il ritorno a Recife avvenne senza problemi.
Il 25 maggio 1942, sempre sulla rotta di ritorno verso Recife, scortata dalla nave Jouett, la Patoka avvistò un sommergibile nemico in emersione. Ricevuta la segnalazione, la Jouett, attaccò il battello nemico, costringendolo all'immersione e continuando ad attaccare, fintanto che la Patoka non fosse ormai al sicuro. La nave continuò ad operare di stanza a Recife come nave appoggio per la Task Force 23, rifornendosi saltuariamente presso i porti di Porto rico e Trinidad, fino all'aprile 1943 quando riprese la rotta verso Norfolk per un periodo di revisione. La nave arrivò ai cantieri il 22 maggio. Il 6 agosto successivo salpò per New York dove raggiunse un convoglio diretto ad Aruba, e li riprese le operazioni lungo la costa del sud America.
Nell'aprile 1944 ospitò a bordo 62 prigionieri della marina tedesca (Sia marina mercantile che militare), per il loro trasferimento da Rio de Janeiro a Recife, dove furono presi in consegna dal personale dell'US Army. L'anno successivo venne destinata all'Oceano Pacifico. Partì da Norfolk, dove arrivata il 6 aprile 1945 per un periodo di revisione, il 15 giugno. A Pearl Harbor venne equipaggiata come nave appoggio per posamine, ricevendo la nuova classificazione di AG–125 il 15 agosto. Poco dopo salpò per Okinawa, lungo la rotta per Guam. Arrivò a Buckner Bay il 5 settembre e qui fornì appoggio alle posamine fino al 21 settembre, giorno in cui salpò per Wakayama, dove giunse il 23 settembre. Qui continuò ad operare in supporto alle unità della 5A Flotta, in particolare alle posamine del Task Group 52.6.
La Patoka continuò il servizio con le forze di occupazione statunitensi fino alla primavera dell'anno successivo, salpando per gli Stati Uniti il 10 marzo 1946. Venne decommissionata il 1º luglio successivo e trasferita alla  War Shipping Administration. Il 31 luglio venne radiata dalla Navy List per essere ceduta alla Dulien Steel Products Co. per la demolizione il 15 marzo 1948.